# Milijunaš s ulice
Milijunaš s ulice (eng. Slumdog Millionaire) britanski je film iz 2008. godine redatelja Dannyja Boylea, snimljen po romanu Q & A (Pitanje i odgovor).
Radnja filma smještena je u Indiji i govori o mladom i neobrazovanom osamnaestogodišnjem mladiću Jamalu Maliku, iz sirotinjske četvrti Mumbaija, koji se pojavio u indijskoj verziji kviza Tko želi biti milijunaš?.
Film je osvojio četiri nagrade Zlatni globus, a nominiran je u deset kategorija za nagradu Oscar. Dobio je osam Oscara, uključujući i onaj za najbolji film.

## Radnja
Priča o Jamalu Maliku (Dev Patel), 18-godišnjem siročiću iz predgrađa Mumbaija koji će doživjeti najluđi dan svog života. Dok ga cijela nacija gleda u kvizu Tko želi biti milijunaš? samo je jedno pitanje udaljen od osvajanja milijun rupija. No, u pauzi snimanja između dva kviza Jamala uhite pod optužbom za varanje. Kako bi dijete s ulice moglo toliko znati? U očajničkom pokušaju da dokaže svoju nevinost, Jamal priča priču o svom životu u predgrađu u kojem su odrasli njegov brat i on, njihovim avanturama na ulici, susretima s lokalnim bandama i o djevojci Latiki (Freida Pinto) koju je volio i izgubio...

## Vanjske poveznice
- Službena britanska stranica  Arhivirana inačica izvorne stranice od 5. siječnja 2009. (Wayback Machine)
- Službena američka stranica
- Milijunaš s ulice u internetskoj bazi filmova IMDb-a
- Milijunaš s ulice na Box Office Mojo
- Milijunaš s ulice na Rotten Tomatoes